# 790 (číslo)
Sedm set devadesát je přirozené číslo. Následuje po čísle sedm set osmdesát devět a předchází číslu sedm set devadesát jedna. Římskými číslicemi se zapisuje DCCXC a řeckými číslicemi ψϟ. 

## Matematika
790 je:
- Deficientní číslo
- Složené číslo
- Šťastné číslo

## Astronomie
- (790) Pretoria je planetka hlavního pásu, kterou objevil v roce 1912 Harry Edwin Wood

## Roky
- 790
- 790 př. n. l.